# Figueiredo (Sertã)
Figueiredo é uma povoação portuguesa do Município da Sertã que foi sede da extinta Freguesia de Figueiredo, freguesia que tinha 14,70 km² de área e 205 habitantes (2011). A sua densidade populacional era 13,9 hab/km².
A Freguesia de Figueiredo foi extinta e agregada à Freguesia de Ermida, criando-se a União das Freguesias de Ermida e Figueiredo.

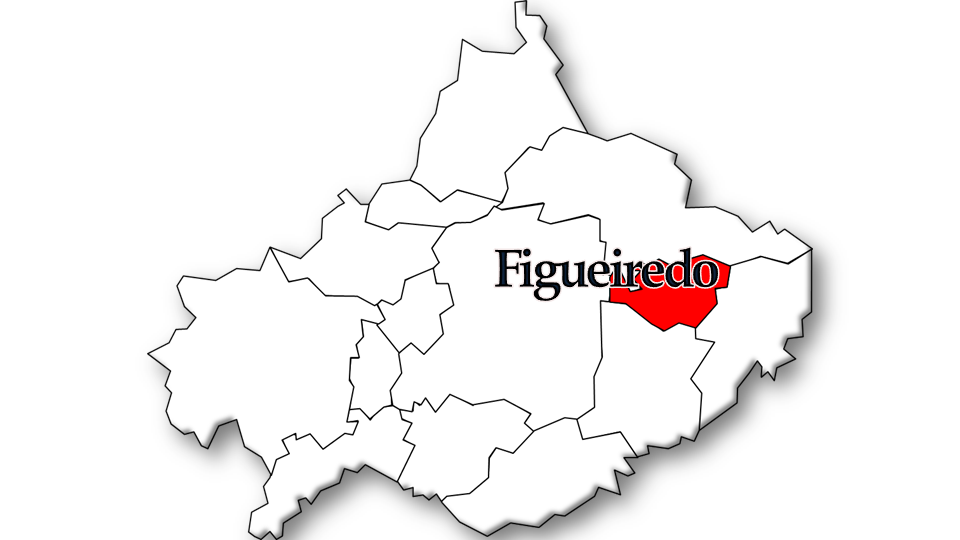
Localização no Município da Sertã

## População
| População da freguesia de Figueiredo | População da freguesia de Figueiredo | População da freguesia de Figueiredo | População da freguesia de Figueiredo | População da freguesia de Figueiredo | População da freguesia de Figueiredo | População da freguesia de Figueiredo | População da freguesia de Figueiredo | População da freguesia de Figueiredo | População da freguesia de Figueiredo | População da freguesia de Figueiredo | População da freguesia de Figueiredo | População da freguesia de Figueiredo | População da freguesia de Figueiredo | População da freguesia de Figueiredo |
| ------------------------------------ | ------------------------------------ | ------------------------------------ | ------------------------------------ | ------------------------------------ | ------------------------------------ | ------------------------------------ | ------------------------------------ | ------------------------------------ | ------------------------------------ | ------------------------------------ | ------------------------------------ | ------------------------------------ | ------------------------------------ | ------------------------------------ |
| 1864                                 | 1878                                 | 1890                                 | 1900                                 | 1911                                 | 1920                                 | 1930                                 | 1940                                 | 1950                                 | 1960                                 | 1970                                 | 1981                                 | 1991                                 | 2001                                 | 2011                                 |
| 346                                  | 466                                  | 485                                  | 550                                  | 605                                  | 602                                  | 571                                  | 704                                  | 713                                  | 693                                  | 549                                  | 439                                  | 347                                  | 286                                  | 205                                  |

## Localidades
Incluindo a sede, a Freguesia de Figueiredo englobava as seguintes localidades:
- Amieiras
- Figueiredo
- Santinha
- Feiteira
- Sorvel Cimeiro
- Sorvel Fundeiro
- Barreiro
- Cousido
- Eira do Casal
- Ribeiro
- Vale Grande
- Montinho
- Ribeiro da santinha
- Vale da velha

## Património
- Estação de arte rupestre da Fechadura
- Igreja de São João Baptista (matriz)
- Casas senhoriais
- Moinhos

## Heráldica
Armas: Escudo de vermelho, Agnus Dei de prata, nimbado de ouro, sustendo com a pata uma haste cruzetada do mesmo, com lábaro de prata carregado de uma cruz firmada de vermelho, entre quatro folhas de figueira de ouro, nervuradas de negro e dispostas em cruz; campanha ondada de prata e azul de três tiras. Coroa mural de prata de três torres. Listel branco, com a legenda a negro: "Figueiredo-Sertã".

## Organização administrativa
O último presidente da Junta de Freguesia (eleito em 2005) foi José Mateus Lopes.